# Thomas Barbour
Thomas Barbour (19 agosto 1884 – 8 gennaio 1946) è stato un erpetologo e naturalista statunitense.
Tra il 1927 e il 1946 è stato direttore del Museo di Zoologia Comparata fondato nel 1857 da Louis Agassiz all'Università di Harvard di Cambridge (Massachusetts).

## Biografia
Figlio del colonnello William Barbour e di Julia Adelaide Sprague, Barbour era il maggiore di quattro fratelli. Suo padre era fondatore e presidente della Linen Thread Company, Inc., un'impresa di filati tessili con filiali in Stati Uniti, Irlanda e Scozia. Sebbene fosse nato a Martha's Vineyard (Massachusetts), dove la famiglia si era recata per trascorrere l'estate, Barbour crebbe a Monmouth (New Jersey), dove uno dei suoi fratelli minori, William Warren, entrato in politica, venne eletto come senatore per il New Jersey tra il 1931 e il 1937, e tra il 1938 e il 1943.
All'età di quindici anni, Thomas Barbour visitò l'Università di Harvard, nella quale avrebbe in seguito studiato; là, tra i suoi professori, ebbe anche Alexander Emanuel Agassiz, figlio di Louis Agassiz. Laureatosi nel 1911, divenne curatore dei rettili e degli anfibi al Museo di Zoologia Comparata, del quale, nel 1927, divenne presidente. Oltre a rettili e anfibi, studiò anche uccelli e insetti, in particolare le farfalle. I suoi interessi, tuttavia, furono molteplici, ed è appunto considerato uno degli ultimi rappresentanti di una categoria ormai scomparsa: il naturalista generale.
Viaggiò lungamente in Africa, Asia, Nordamerica, Sudamerica e Centroamerica, ma si appassionò particolarmente a Panama, Costa Rica e Cuba, che visitò almeno trenta volte a partire dal 1908. Nel suo libro Naturalist in Cuba, scrisse: «Ritengo di essere l'unico naturalista americano vivente ad aver visitato più volte tutte le regioni dell'isola, e non penso di essere solo un cubano d'adozione, ma un devoto amico di questa terra e del suo popolo». Oltre a studiare la flora e la fauna dell'isola, Barbour ne descrisse anche la società e la cultura.
Nel 1916 venne nominato membro della American Academy of Arts and Sciences. Nel 1923 e 1924, fu uno degli scienziati e benefattori che fondarono il Laboratorio dell'isola di Barro Colorado, a Panama, sede dello Smithsonian Tropical Research Institute. L'isola, originariamente la sommità di una collina, è posta al centro del lago Gatún, un bacino artificiale creatosi quando il fiume Chagres venne sbarrato durante la costruzione del Canale di Panama.
Oltre a più di 400 articoli specialistici, Barbour scrisse anche alcuni libri, tra i quali gli autobiografici Naturalist at Large (1943), Naturalist in Cuba (1945), A Naturalist's Scrapbook (1946) e That Vanishing Eden (1944); in quest'ultimo libro, il naturalista esplora le meraviglie naturali della Florida, all'epoca una regione ancora in gran parte incontaminata.
Nel 1906 Barbour sposò Rosamond Pierce. Nel corso della loro luna di miele, durata due anni, i due visitarono le Indie Orientali Olandesi, l'India, la Birmania, Giava, la Cina e la Nuova Guinea. I due ebbero sei figli e undici nipoti. Negli ultimi due anni di vita le condizioni di salute di Barbour peggiorarono in seguito a un coagulo ematico sviluppatosi quando lo studioso era a Miami. Il 4 gennaio 1946 trascorse la giornata al Museo di Zoologia Comparata, ma la notte fu colpito da un'emorragia cerebrale; morì l'8 gennaio, senza aver mai più ripreso conoscenza.

## Opere
- Barbour, Thomas. Naturalist at Large. Little, Brown and Company; Boston, MA, 1943.
- Barbour, Thomas. That Vanishing Eden: A Naturalist's Florida. Little, Brown, and Company (An Atlantic Monthly Press Book); Boston, MA, 1944.
- Barbour, Thomas. A Naturalist in Cuba. Little, Brown and Company; Boston, MA, 1945.
- Barbour, Thomas. A Naturalist's Scrapbook. Harvard University Press; Cambridge, MA, 1946.
- Barbour, Thomas and Charles T. Ramsden. The Herpetology of Cuba (with an introduction by Rodolofo Ruibal). Society for the Study of Amphibians and Reptiles; Missouri, 2003. ISBN 0-916984-61-3.

## Taxa classificati
| Barbour è l'abbreviazione standard utilizzata per le specie animali descritte da Thomas Barbour. Categoria:Taxa classificati da Thomas Barbour |